# Ransom Canyon
Ransom Canyon är en amerikansk romantisk dramaserie som hade premiär på Netflix den 17 april 2025. Den första säsongen som består av tio avsnitt är skapad av April Blair.

## Handling
Serien handlar om tre ranchfamiljer som är inblandade i en kamp om kontrollen över marken. I centrum står den stoiske ranchägaren Staten Kirkland. Statens enda hopp står till Quinn O’Grady, en långvarig familjevän och ägare till den lokala danssalongen.

## Rollista (i urval)
- Josh Duhamel – Staten Kirkland
- Minka Kelly – Quinn O'Grady
- Lizzy Greene – Lauren Brigman
- James Brolin – Cap Fuller
- Eoin Macken – Davis Collins
- Meta Golding – Paula Jo
- Marianly Tejada – Ellie Catawnee
- Garrett Wareing – Lucas Russell
- Brett Cullen
- Kate Burton